# Emma Kirkby
Emma Kirkby (ur. 26 lutego 1949 w Camberley) – brytyjska śpiewaczka, sopran, a także jeden z najbardziej poważanych autorytetów w dziedzinie wykonawstwa muzyki dawnej, przedstawicielka autentyzmu.

## Życiorys
Ukończyła studia na Uniwersytecie Oksfordzkim na kierunku filologia klasyczna, śpiewając jedynie dla przyjemności. Brała udział w założeniu zespołu Taverner Consort Andrew Parrotta oraz nagraniach płyt wraz z Consort of Musicke oraz Academy of Ancient Music.
Dokonała ok. 100 nagrań w różnym repertuarze: od sekwencji Hildegardy z Bingen po madrygały włoskiego i angielskiego renesansu, kantaty i oratoria barokowe i utwory Mozarta. W kwietniu 2007 roku znalazła się na 10. miejscu listy "20 najznakomitszych sopranów" opublikowanej w BBC Music Magazine.
Otrzymała tytuł Damy Komandora Orderu Imperium Brytyjskiego (DBE). Jest honorowym członkiem Królewskiej Akademii Muzycznej.